# Nuoto ai Giochi della III Olimpiade
Il nuoto alle Olimpiadi estive del 1904 di St. Louis fu rappresentato da 9 eventi, tutti  maschili. 
Fu l'unica edizione in cui le distanze sono state misurate in yards.

## Nazioni partecipanti
Un totale di 32 nuotatori provenienti da 4 nazioni parteciparono ai giochi olimpici:
- Austria (1)
- Germania (4)
- Ungheria (2)
- Stati Uniti (25)

## Podi
| Evento                          | Oro                                                                                   | Perform.   | Argento                                                                                  | Perform. | Bronzo                                                                                        | Perform. |
| Stile libero                    |                                                                                       |            |                                                                                          |          |                                                                                               |          |
| 50 iarde (dettagli)             | Zoltán Halmay                                                                         | 56"2 OR    | Scott Leary                                                                              | 56"8     | Charlie Daniels                                                                               | ---      |
| 100 iarde (dettagli)            | Zoltán Halmay                                                                         | 1'02"8 OR  | Charlie Daniels                                                                          | ---      | Scott Leary                                                                                   | ---      |
| 220 iarde (dettagli)            | Charlie Daniels                                                                       | 2'44"2 OR  | Frank Gailey                                                                             | 2'46"0   | Emil Rausch                                                                                   | 2'56"0   |
| 440 iarde (dettagli)            | Charlie Daniels                                                                       | 6'16"2 OR  | Frank Gailey                                                                             | 6'22"0   | Otto Wahle                                                                                    | 6'39"0   |
| 880 iarde (dettagli)            | Emil Rausch                                                                           | 13'11"4 OR | Frank Gailey                                                                             | 13'23"4  | Géza Kiss                                                                                     | ---      |
| 1 miglio (dettagli)             | Emil Rausch                                                                           | 27'18"2 OR | Géza Kiss                                                                                | 28'28"2  | Frank Gailey                                                                                  | 28'54"0  |
| Dorso                           |                                                                                       |            |                                                                                          |          |                                                                                               |          |
| 100 iarde (dettagli)            | Walter Brack                                                                          | 1'16"8 OR  | Georg Hoffmann                                                                           | ---      | Georg Zacharias                                                                               | ---      |
| Rana                            |                                                                                       |            |                                                                                          |          |                                                                                               |          |
| 440 iarde (dettagli)            | Georg Zacharias                                                                       | 7'23"6 OR  | Walter Brack                                                                             | ---      | Jam Handy                                                                                     | ---      |
| Staffette                       |                                                                                       |            |                                                                                          |          |                                                                                               |          |
| Staffetta 4x50 iarde (dettagli) | Stati Uniti New York Athletic Club Joe Ruddy Budd Goodwin Lou Handley Charlie Daniels | ---        | Stati Uniti Chicago Athletic Association David Hammond Bill Tuttle Hugo Goetz Ray Thorne | ---      | Stati Uniti Missouri Athletic Club Amedee Reyburn Gwynne Evans Marquard Schwarz Bill Orthwein | ---      |

## Medagliere
| Posizione | Paese       |   |   |   | Totale |
| --------- | ----------- | - | - | - | ------ |
| 1         | Germania    | 4 | 2 | 2 | 8      |
| 2         | Stati Uniti | 3 | 6 | 5 | 14     |
| 3         | Ungheria    | 2 | 1 | 1 | 4      |
| 4         | Austria     | 0 | 0 | 1 | 1      |
| Totale    | Totale      | 9 | 9 | 9 | 27     |